# Secretaría de Trabajo y Seguridad Social (Honduras)
La Secretaría de Trabajo y Seguridad Social (SETRASS) de Honduras es el ente encargado de la ejecución de las políticas de empleo, el fomento de la educación obrera, de vigilar las relaciones obreras-patronales, de la coordinación del sistema de Seguridad Social, del reconocimiento y registro de la personalidad jurídica de Sindicatos y demás organizaciones laborales y del manejo de los procedimientos administrativos relativos pertinentes.
Fue creada durante el mandato de Julio Lozano Díaz y a raíz de la huelga de trabajadores de 1954, comenzando a funcionar al año siguiente con el nombre de Secretaría de Estado en el Despacho de Trabajo, Asistencia Social y Clase Media. 

## Historia
La Secretaría inicialmente funcionó como una dependencia indiferenciada y sin funciones específicas atribuidas, adscrita al Despacho de la Secretaría de Fomento, Agricultura y Trabajo. Esto de acuerdo al Decreto No. 200 del 5 de abril de 1930, contentivo del Código de Procedimientos Administrativos. 
El 19 de diciembre de 1951, durante el gobierno de Juan Manuel Gálvez y por Decreto Legislativo No. 14 (art. No. 7, numeral 13, del Código de Procedimientos Administrativos), se le atribuyó la función legal de atender los asuntos relativos a trabajos y prevención social.
En 1954, durante el mandato de Julio Lozano Díaz y a raíz de la huelga de trabajadores de mayo, surgió en forma individualizada la Secretaría de Estado en el Despacho de Trabajo, Asistencia Social y Clase Media, por Decreto No. 8 del 24 de diciembre de ese año —art. No. 9 del Código de Procedimiento Administrativo—, y su estructura administrativa se plasmó en el Decreto No. 10 de la misma fecha. La nueva secretaría inició sus labores el 1 de enero de 1955, desempeñándose como primer titular el profesor Mariano P. Guevara, cuya primera acción relevante fue la elaboración del anteproyecto de la Carta Constitutiva de Garantías del Trabajo, que se convirtió en ley el 16 de febrero de 1955 por Decreto de Ley No. 50.
La constitución de 1957 sustituyó la anterior denominación por la de Secretaría de Trabajo y Prevención Social, estando en el poder una Junta Militar.
El 1 de enero de 1997, el Decreto No. 218-96 reformó la Ley General de la Administración Pública, creando la Secretaría de Trabajo y Seguridad Social.

## Fuente
- «Reseña histórica de la creación de  la Secretaria de Trabajo y Seguridad Social y Publica». Secretaría de Trabajo y Seguridad Social. Consultado el 11 de junio de 2025.